# Rheochorema robustum
Rheochorema robustum är en nattsländeart som beskrevs av Schmid 1955. Rheochorema robustum ingår i släktet Rheochorema och familjen Hydrobiosidae. Inga underarter finns listade i Catalogue of Life.

## Bildgalleri

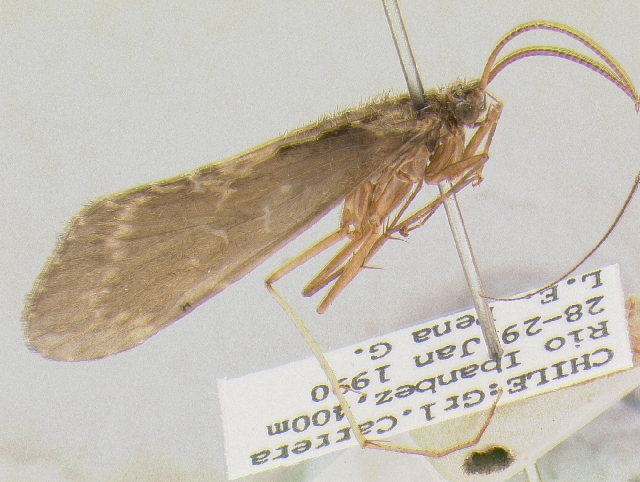